# Maurizio Biondo
Maurizio Biondo (* 15. Mai 1981) ist ein ehemaliger italienischer Radrennfahrer.
Maurizio Biondo konnte 2005 das italienische Eintagesrennen Trofeo Zssdi für sich entscheiden. 2006 fuhr er dann ein Jahr für das serbische Team Endeka, wo er unter anderem Zweiter beim Copa della Pace wurde. Ab 2007 fuhr Biondo für das italienische Continental Team Kio Ene-Tonazzi-DMT. Beim Clásica Memorial Txuma belegte er den zweiten Rang und bei der Vuelta a Navarra gewann er eine Etappe und konnte so auch die Gesamtwertung für sich entscheiden.
Am 12. August 2009 wurde Biondo bei einer Trainingskontrolle positiv auf NESP getestet. Der italienische Verband sperrte ihn daraufhin für zwei Jahre bis zum 13. September 2011.

## Erfolge
2005
- Trofeo Zssdi

2007
- eine Etappe und Gesamtwertung Vuelta a Navarra

2008
- eine Etappe und Gesamtwertung Volta ao Santarém

2009
- Ronde van Drenthe
- eine Etappe Post Danmark Rundt (EZF)

## Teams
- 2006 Team Endeka
- 2007 Kio Ene-Tonazzi-DMT
- 2008 Ceramica Flaminia-Bossini Docce
- 2009 Ceramica Flaminia-Bossini Docce

- 2012 Meridiana Kamen Team